# Laurien Willemse
Laurien Willemse   (Haarlem, 26 de març de 1962) és una jugadora d'hoquei sobre herba neerlandesa, ja retirada, que va competir durant les dècades de 1970 i 1980.
El 1984 va prendre part en els Jocs Olímpics d'Estiu de Los Angeles, on guanyà la medalla d'or en la competició d'hoquei sobre herba. Quatre anys més tard, als Jocs de Seül, guanyà la medalla de bronze en la mateixa prova. En el seu palmarès també destaca una medalla d'or a la Copa del món d'hoquei sobre herba, una d'or al Champions Trophy i dues d'or al Campionat d'Europa. Entre 1981 i 1988 disputà 83 partits amb la selecció neerlandesa.
A nivell de clubs jugà al NMHC Nijmegen i al HGC.